# Libano ai Giochi della XIX Olimpiade
Il Libano partecipò ai Giochi della XIX Olimpiade che si sono svolti a Città del Messico dal 12 al 27 ottobre 1968, con una delegazione di undici atleti impegnati in sei discipline: ciclismo, lotta, nuoto, scherma, sollevamento pesi e tiro, per un totale di tredici competizioni. Fu la quinta partecipazione di questo Paese ai Giochi. Non fu conquistata nessuna medaglia.